# WEMAG

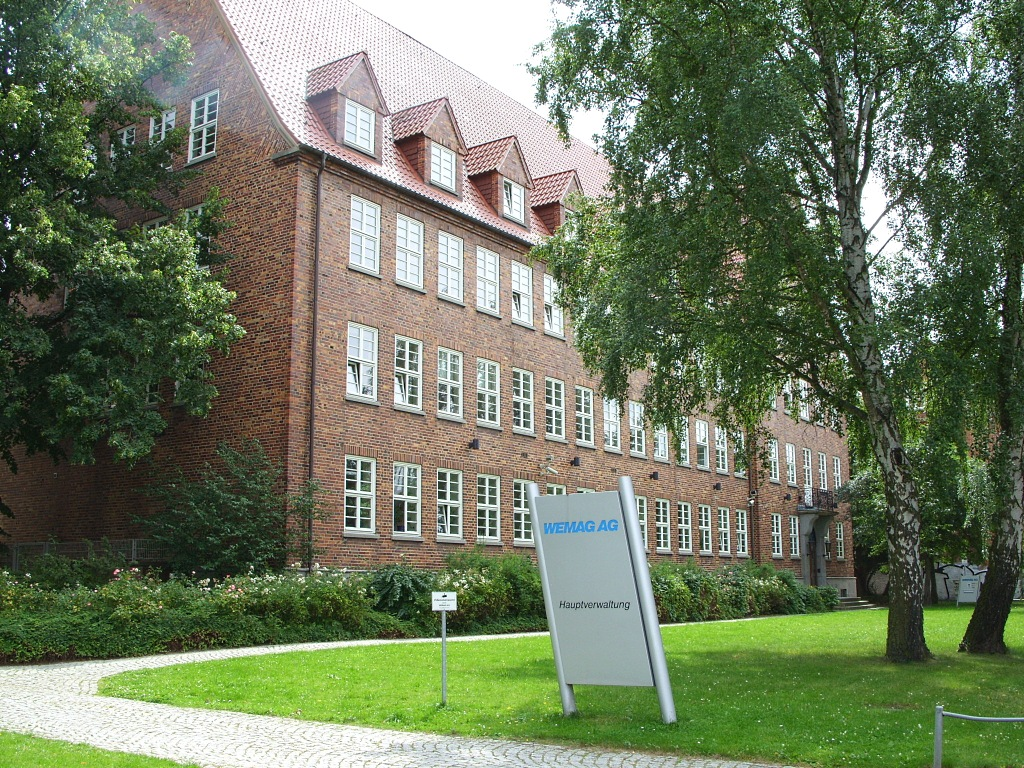
Verwaltungsgebäude in Schwerin

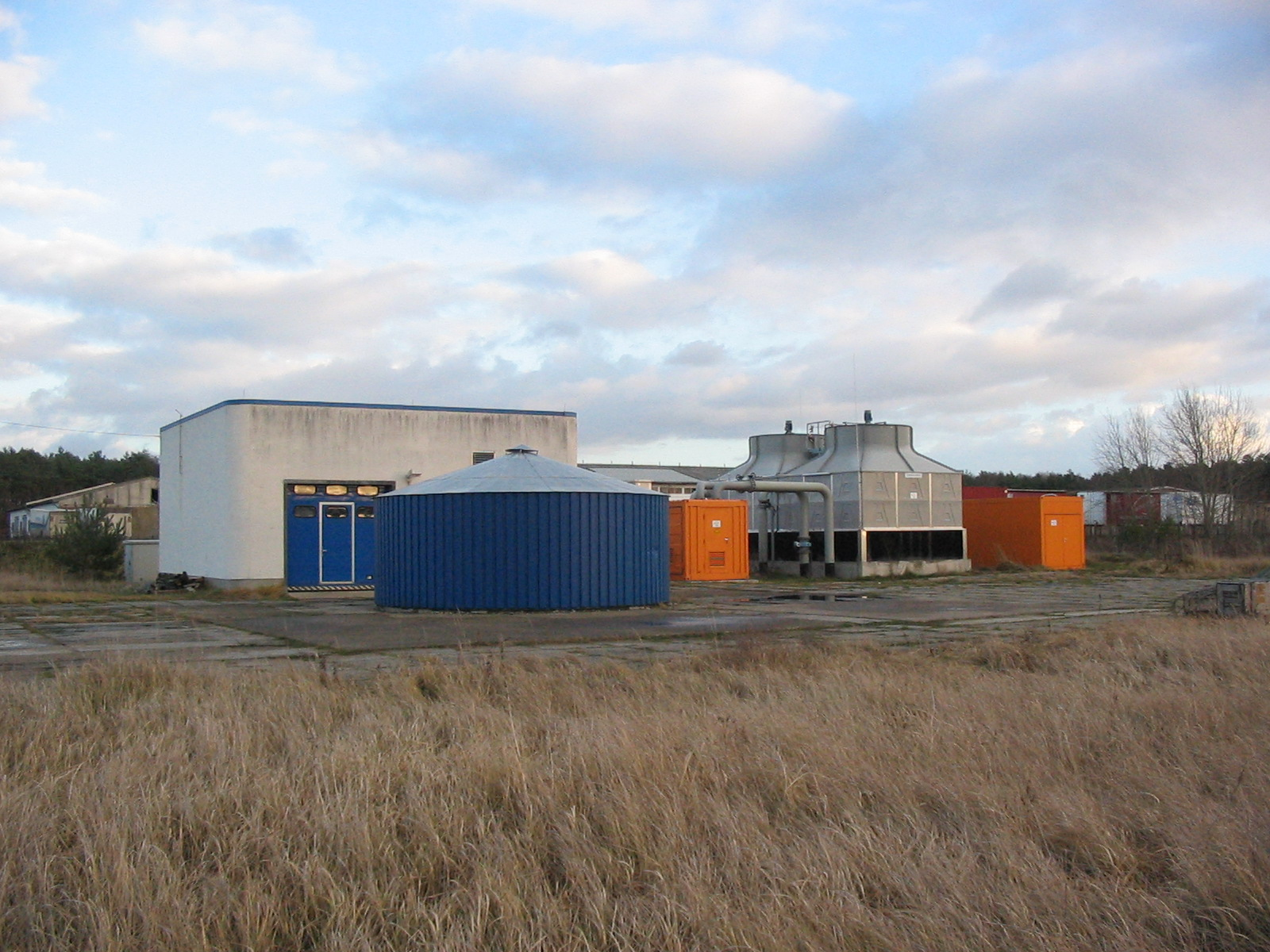
Geothermiekraftwerk Neustadt-Glewe

Die WEMAG-Gruppe ist flächenmäßig das größte kommunale Energieversorgungsunternehmen in Mecklenburg-Vorpommern. Das Stromnetz erstreckt sich auf Teile Mecklenburg-Vorpommerns, Brandenburgs und Niedersachsens.
Die Gesellschaft hat ihren Sitz in der Landeshauptstadt Schwerin, Obotritenring 40. Im Vordergrund der Vertriebstätigkeit steht die Strom- und Gaslieferung an Privat-, Gewerbe- und Filialkunden. Zudem werden Netzdienstleistungen und weitere Services rund um das Thema Energieversorgung angeboten. Auch außerhalb des WEMAG-Netzes werden Privat-, Gewerbe- und Geschäftskunden im gesamten Bundesgebiet beliefert.
Gemeinsam mit einer Tochtergesellschaft errichtet die WEMAG in Teilen Mecklenburg-Vorpommerns und der Prignitz ein modernes Glasfaser-Netz und bringt mit Hilfe der Förderung von Bund und Land das schnelle Internet in unterversorgte Gebiete.

## Geschichte
Um 1900 begann die Elektrifizierung der Region Schwerin/Westmecklenburg. 1920 gründeten sich dazu die Landes-Elektrizitäts-Werke (LEW), die 1931 von der Märkisches Elektrizitätswerk AG (MEW) übernommen wurden. Nach dem Zweiten Weltkrieg und mehreren Umfirmierungen wurden Strom- und Gasversorgung zusammengelegt und in das Kombinat VEB Energieversorgung Schwerin übertragen.
Nach der Wende wurde 1990 die WEMAG als Westmecklenburgische Energieversorgung AG gegründet. 1994 verkaufte die Treuhandanstalt 51 Prozent an die Hamburgische Elektrizitätswerke (HEW) und übertrug 49 Prozent der Anteile den Kommunen im Versorgungsgebiet. Nach dem Verkauf der HEW an Vattenfall Europe gehörte die WEMAG AG zur Vattenfall-Gruppe. Die Energieversorger Stadtwerke Rostock AG und WEMAG erwogen 2008 eine Fusion. Die Gespräche wurden jedoch im Juli ohne eine Einigung abgebrochen.
Nachdem Vattenfall Mitte 2009 den Verkauf seines mittlerweile 80-prozentigen Anteils plante, übernahmen die bisherigen kommunalen Anteilseigner (268 Kommunen) Ende November 2009 diesen Anteil für 170 Millionen Euro. Davon sollte ein Anteil von 25,1 % an die Thüga AG abgegeben werden. Diese Transaktion wurde am 5. Januar 2010 mit der Zustimmung der zuständigen Kartellbehörden abgeschlossen.
Die WEMAG betreibt seit Juli 2014 einen Lithium-Ionen-Batteriepark in Schwerin zur Pufferung von Schwankungen im Stromnetz z. B. durch erneuerbaren Energiequellen. Im Juli 2017 wurde die Erweiterung des Batteriespeichers in Betrieb genommen. Die Leistung wurde auf 10 MW verdoppelt und die Speicherkapazität auf 15 MWh verdreifacht.
Die Batteriespeicherstation wird noch 2020 ein Wasserstoffspeicherprojekt unterstützen und wurde zudem mit dem „German Renewables Award“ ausgezeichnet.

## Unternehmensstruktur

### Vorstand
- Mitglied des Vorstandes, CFO, CHRO und CMO: Caspar Baumgart
- Mitglied des Vorstandes: Thomas Murche

### Anteilseigner
| Anteil  | Anteilseigner                             | Sitz     |
| ------- | ----------------------------------------- | -------- |
| 74,76 % | Kommunaler Anteilseignerverband der WEMAG | Schwerin |
| 25,1 %  | Thüga AG                                  | München  |
| 0,14 %  | Stadt Grabow                              | Grabow   |

Stand: 31. Dezember 2018

### WEMAG-Konzern
In der WEMAG-Unternehmensgruppe sind neben der WEMAG AG unter anderem folgende Tochterunternehmen zusammengefasst (Anteil der WEMAG AG, Stand 31. Dezember 2017):
- WEMAG Netz GmbH, Netzgesellschaft der WEMAG AG (100 %)
- WEMAG Projektentwicklung GmbH (100 %)
- mea Energieagentur Mecklenburg-Vorpommern GmbH, Planungs- und Beratungsleistungen (100 %), Betreiber mehrerer Wärmeerzeugungsanlagen
- Mea Solar GmbH (100 %)
- WEMACOM Telekommunikation GmbH (66,7 %)
- WEMAG Windenergie GmbH (100 %)
- WEMAG Energiedienste GmbH (100 %)
- Erdwärme Neustadt-Glewe GmbH (45 %), betreibt Deutschlands erstes Geothermiekraftwerk
- providata GmbH, zuverlässiger Partner für Prozess- und Datenmanagement (42,4 %)
- WEMACOM Breitband GmbH (100%ige Tochter der WEMACOM Telekommunikation GmbH)
- Energiehaus Deutschland B2B GmbH

### Weitere Beteiligungen

#### Netze
- Stadtwerke Lübz GmbH (20 %)
- Stadtwerke Parchim GmbH (15 %)
- Stadtwerke Wittenberge GmbH (22,7 %)
- Thüga AG (0,43 %, indirekt über KOM9)

#### Erzeugung und Speicher
- Batteriespeicher Schwerin GmbH & Co. KG (100 %)
- Batteriespeicher Schwerin Verwaltungs GmbH (100 %)
- KNE Windpark Nr. 8 GmbH & Co. KG (100 %)
- WP Kurzen Trechow GmbH
- KWE New Energy Windpark Nr. 7 GmbH & Co. KG (100 %)
- Energiepark Redlin GmbH & Co. KG (100 %)
- Energiepark Gadebusch GmbH & Co. KG (100 %)
- WEMAG Projektgesellschaft Nr. 3 GmbH (100 %)
- KNE Windpark Nr. 11 GmbH & Co. KG (100 %)
- Energiepark Rieps GmbH & Co. KG (100 %)
- Energiepark Sukow GmbH & Co. KG (100 %)
- Solarpark Tarzow GmbH & Co. KG (100 %)
- KNE Windpark Nr. 12 GmbH & Co. KG (100 %)
- Energiepark Kraak GmbH & Co. KG (100 %)
- Energiepark Sülte 1 GmbH & Co. KG (100 %)
- KNE Windpark Nr. 17 GmbH & Co. KG (100 %)
- KWE New Energy Windpark Nr. 2 GmbH & Co. KG (100 %)
- Windpark Hoort 3 GmbH (100 %)
- Windpark Zernin GmbH & Co. KG (100 %)
- KOM9 GmbH & Co. KG (1,11 %), Zusammenschluss lokaler und regionaler Energieversorgungsunternehmen unter kommunaler Führung
- Thüga Erneuerbare Energien GmbH & Co. KG (3,12 %)
- Vietlübbe Biogas GmbH (50 %)

#### Dienstleistung
- Kirchliches EnergieWerk GmbH (49 %)
- BAE Brüeler Abwasserentsorgungsgesellschaft mbH (49 %)
- Bützower Wärme GmbH (20 %)
- Energie Sparzentrale GmbH, Raben Steinfeld (74,9 %)
- Elektro- und Energieanlagenbau (EEB) GmbH, Dienstleistungen im Elektrosektor (100 %)
- 450 MHz Beteiligung GmbH (10,0 %)

## Versorgungsgebiet
Das Stromverteilnetz der WEMAG Netz GmbH umfasst ein etwa 8.700 Quadratkilometer großes Gebiet in Westmecklenburg, der West-Prignitz sowie der bis 1993 zu Mecklenburg und jetzt zu Niedersachsen gehörende Gemeinde Amt Neuhaus an der Elbe. Es hat eine Länge von rund 16.142 Kilometern. Die Netzführung erfolgte zwischen 2003 und 2016 durch die Stromnetz Hamburg (vormals: Vattenfall Distribution Hamburg GmbH). Da ein ländlich strukturiertes Gebiet mit zahlreichen dezentralen regenerativen Energieerzeugungsanlagen ein anderes Netzmanagement erfordert als ein städtisches Versorgungsgebiet, hat die WEMAG am 31. Oktober 2016 eine eigene Netzleitstelle in Betrieb genommen.
2022 wurden rund 363 Millionen kWh Ökostrom an die Kundinnen und Kunden geliefert. Die Einspeisequote aus regenerativen Erzeugungsanlagen betrug 205 % (inklusive Stadtwerke).